# Густав Малер
Густав Малер (на немски: Gustav Mahler) е австрийски композитор, диригент и оперен режисьор, един от големите симфоници от края на XIX и началото на XX век.

## Биография

### Произход и младежки години (1860 – 1880)

#### Произход
Семейството на Малер произхожда от източната част на Чехия, където баба му по бащина линия се издържа с амбулантна търговия с галантерийни стоки. Семейството е еврейско, но изглежда не е особено религиозно. То е част от австрийското немскоезично малцинство, непопулярно в намиращата се под властта на Австрийската империя Чехия, както и от еврейската общност, непопулярна сред австрийците.
Бернхард Малер, бащата на композитора, успява да се самообразова и да подобри общественото си положение, като става кочияш, а след това и кръчмар. Тридесетгодишен, той купува скромна къща в селцето Калище и през 1857 година се жени за Мари Франк, деветнадесетгодишната дъщеря на местен производител на сапун. Бракът е прибързан и се оказва несполучлив. Самият Густав Малер по-късно казва, че би било по-добре, ако майка му се е омъжила за друг мъж, когото обича. Въпреки това година след сватбата Мари ражда първото от четиринадесетте деца в семейството. Две години по-късно, на 7 юли 1860 година се ражда и второто им дете, Густав.

#### Детство
Бащата на Густав Малер, Бернхард Малер, е търговец на спиртни напитки, захар и домашни изделия, но е музикален човек, който въпреки недоброто си финансово положение се стреми да даде на децата си възможно най-високото образование. Именно той насочва сина си към голямото изкуство.
Малко след раждането на Густав семейството се мести в малкия промишлен град Ихлава – остров на немската култура в Южна Моравия, където Бернхард Малер открива бирария. В града бъдещият композитор заобиква народните танци, народните песни, звучащи наоколо (а те са на представителите на всякакви народи в Австрийската империя – австрийски, немски, еврейски, чешки, унгарски, цигански, словашки), чува сигналите на рог и маршовете на местния военен оркестър – всички онези звукове, които по-късно стават част от неговата музикална палитра.
На 6-годишна възраст Густав започва да учи пиано, а на 10 вече има своя първи публичен концерт в Ихлава.
През 1874 година умира по-малкият му брат Ернст, а бъдещият композитор се опитва да изрази чувствата си на мъка и печал в недостигналата до нас опера „Херцог Ернст Швабски“.
На 15-годишна възраст баща му го завежда във Виена.

### Начало на музикална кариера (1880 – 1888)
От малък Малер проявява силен интерес към музиката, особено към изпълняваната от народните певци в пределите на тогавашната Австрийска империя, из която семейството му пътува често. Този интерес обаче не остава само на повърхността – 15-годишен младият Густав вече е редовен студент във Виенската консерватория, а на 25 вече е поканен за диригент на Пражката опера. Там той така и не работи поради лични конфликти с другите водещи музиканти. Основната си кариера като диригент започва в Лайпцигската опера през 1886 година. В Лайпциг Малер пише първите си значителни творби.

### Будапеща и Хамбург (1888 – 1897)
След успеха в Лайпциг славата застига Малер и той става широко известен не само в Германия, но и из Австрийската империя. Работи като диригент на Кралската опера в Будапеща (1888 – 1891) и като такъв популяризира късните оперни произведения на Рихард Вагнер. След Будапеща Малер се изявява в Хамбург (1891 – 1897) и за кратко в други градове.

### Виена (1897 – 1907)
Малер продължава кариерата си във Виена (1897 – 1907) като диригент на Виенския имперски оперен театър. Под ръководството на Малер там се поставят – освен традиционните дотогава произведения на класици като Моцарт и Вагнер – творби и на по-непознати за виенската публика автори като Чайковски, Сметана и други.

### Ню Йорк (1907 – 1911)
За композитора 1907 година в много отношения е съдбоносна. Той е принуден да напусне директорското място във Виенската опера заради конфликти с музикантите, които са недоволни от авторитарния му стил. Малер има вече подписан договор с операта в Ню Йорк, когато през юли умира от дифтерит по-голямата от двете му дъщери. Съвсем скоро научава, че самият той страда от неизлечимо сърдечно заболяване. Бракът му с Алма Малер (Алма Шиндлер) е в криза. На 21 февруари 1911 година дирижира в Ню Йорк за последен път. Съдбоносна за Малер става стрептококова инфекция, която предизвиква бактериален ендокардит.

### Последни дни
Американските лекари се оказват безсилни; през април Малер пристига в Париж за лечение с кръвна плазма в института „Пастьор“. Тук обаче само потвърждават диагнозата: медицината по това време не разполага с ефикасни средства за лечение на неговата болест. Състоянието на Малер продължава да се влошава, и, когато то става безнадеждно, той пожелава да се върне във Виена.
На 12 май 1911 година Малер е закаран във виенска болница, и в течение на 6 дни името му не слиза от страниците на виенската преса, ежедневно печатаща сведения за състоянието му и състезаваща се във възхвала на умиращия композитор. Малер умира на 18 май, малко преди полунощ. На 22 май е погребан на Гринцингското гробище, редом с любимата му дъщеря.
Желанието на Малер било погребението да е без речи и песнопения и приятелите му изпълняват неговата воля – прощаването е безмълвно.

## Творчество
Творчеството на Малер е дефинирано противоречиво от различните музиковеди. Някои наблягат на мащабите на неговия симфонизъм, други се спират на съдържанието му, обозначавано като „песимистично“, „скръбно“ или „задълбочено философско“. Последните определения обаче не са критика, а определение, тъй като според всички коментатори Малер бележи връх в музикалното развитие.
Особено важно място в дейността на Малер като композитор заемат неговите десет симфонии (десетата му симфония е недовършена) – грандиозни творби, написани донякъде под идейното (но не и музикално) влияние на Антон Брукнер. В последната част на своята Втора симфония Малер за първи път след Бетховен използва хор и – в това той е пръв – тук хорът не доминира над оркестъра, а е част от общата музикална картина. В Третата симфония вече е вкарана и тематичност – написана за смесен и детски хор и соло сопран (по текст на Фридрих Ницше от знаменитата „Тъй рече Заратустра“), творбата дава начало на истинското новаторство на Малер, намерило пълна изява в по-късните му симфонии. Обявена от някои за грандоманска, най-мащабна е неговата Осма симфония (за 8 солисти, два големи смесени хора, детски хор и оркестър в удвоен състав).
Извън симфонизма Малер пише и множество произведения с акцент върху вокалната музика – огромната кантата за хор, солисти и оркестър „Тъжна песен“ и множество песенни цикли, сред които „Песни на странстващия калфа“, „Чудният рог на момчето“, „Песни за умрелите деца“, „Песни по поеми на Рюкерт“.
През 1905 година Малер прави записи на няколко свои творби – три песни от изброените цикли и на транскрипцията за пиано на „Траурен марш“ от своята Пета симфония.

## Традиция и новаторство
Музиката на Малер има за корени немската традиция и музиката на Йохан Себастиан Бах, виенския класицизъм на Хайдн, Моцарт, Бетховен, както и романтичната традиция на Шуберт, Шуман и Менделсон. Но най-голямо влияние върху неговото творчество оказва Рихард Вагнер – единственият според Малер, чиято музика е „музика в развитие“.
Малер е бил обсебен от творчеството на Бетховен. Бил е ужасен от мисълта да напише симфония под номер девет, твърди, че всяка една от неговите симфонии е своеобразна девета, със същото значение, както „Одата на радостта“. Малко композитори смесват до такава степен личния си живот със своето творчеството. Малер е имал натрапчиви мисли за Бог, за композитора се е казвало: „той често говори с Господ по телефона“. Поради тези характерни черти на неговото творчество то е било възприемано, дори след смъртта му, като прекалено приповдигнато, дори надуто. Дебюси предизвикателно напуска залата по време на премиерата на Втора симфония в Париж с думите: „Нека отворим очите си и затворим ушите си!“.
Малер има важна роля за прехода от епохата на романтизма към модерното време. Неговата музика оказва съществено влияние върху композиторите Рихард Щраус, Арнолд Шьонберг, Албан Берг и Антон Веберн, както и на диригентите Бруно Валтер, Ото Клемперер, чиято кариера той подпомага. Характерни са неговите мелодии, стигащи почти до руптура, вкусът му за дългите експресивни интервали, острите модулации, използването на дисонантни интервали в ключовите моменти, които понякага нарушават класическата полифония и спомагат за преминаването към т.нар. „додекафонична“ атонална музика. Неговото влияние се отразява силно на Нововиенската школа.